# روبرت، كونت بورغندي
روبرت، كونت بورغندي (بالفرنسية: Robert de Bourgogne)‏ (1315-1300) كان كونت بورغندي منذ 1302 حتى وفاته، هو أبن أوتو الرابع، كونت بورغندي وماهوت، كونتيسة أرتوا،  خلفه شقيقته وصهره جوان الثانية وفيليب الثاني لاحقاً ملكة وملك فرنسا.